# ريجستان

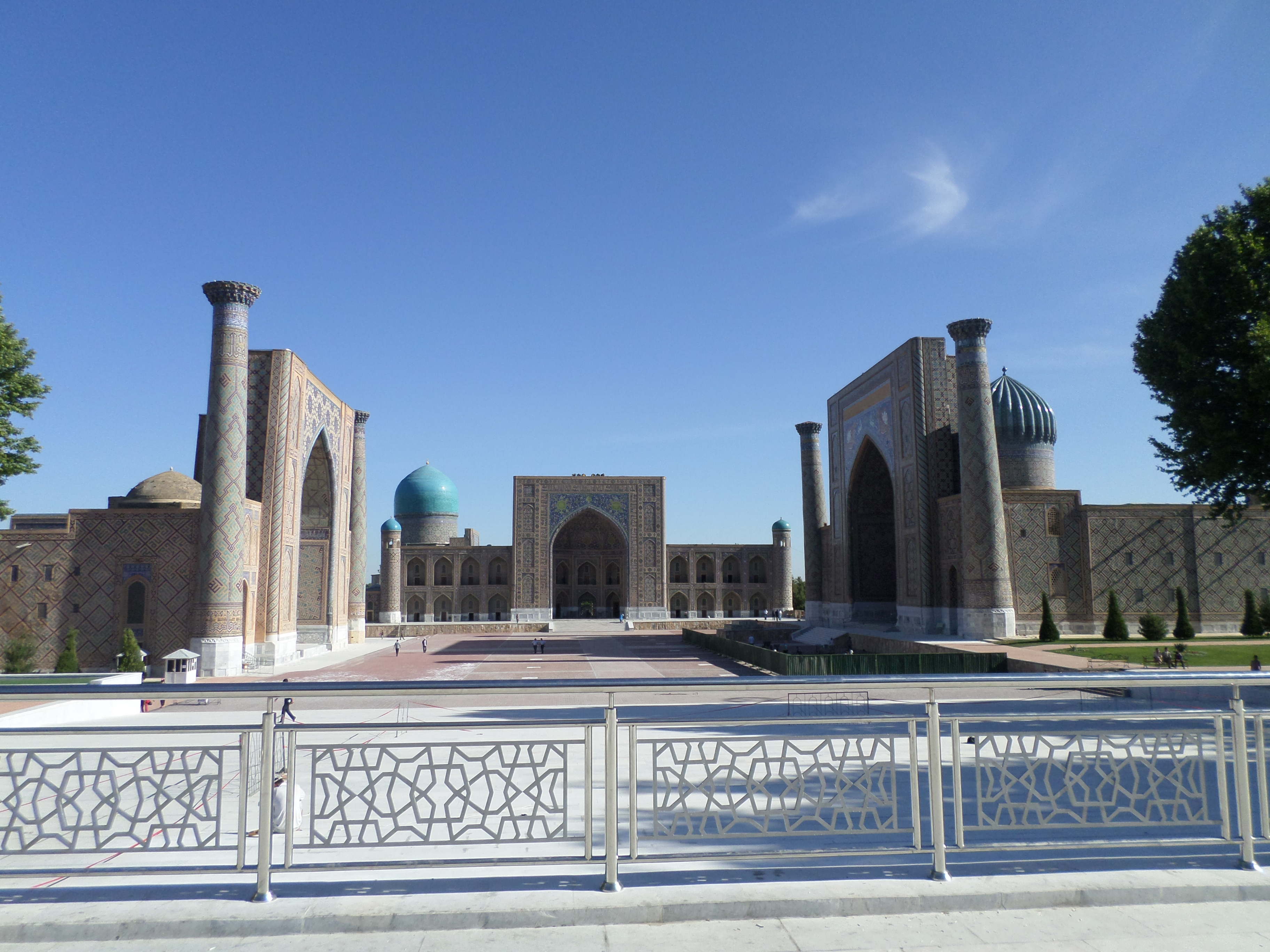
ساحة ريجستان وتظهر بها المدارس الإسلامية (من اليسار إلى اليمين) ألغ بك وتيلا قاري وشیردار

ريجستان هو قلب المدينة القديمة وأحد معالم سمرقند في الدولة التيمورية وحالياً في أوزبكستان. أرضه مرصوفة بالحجارة ويقع بالقرب منه ضريح تيمورلنك ويعني الاسم مكان رملي أو صحراء.
وهو ساحة عامة واسعة يتجمع الناس بها لسماع البيانات الملكية وفيها يتم تنفيذ أحكام الإعدام العلنية وتحيط به ثلاث مدارس إسلامية تتميز بنمط عمارتها الإسلامية.

## المدارس
يوجد في ساحة ريجستان ثلاث مدارس إسلامية وهي مدرسة أولوغ بيك (1418- 1422) م ومدرسة شيردار (1619- 1631) م ومدرسة تيلا قاري (1646- 1661) م. توقّف التعليم في هذه المدارس إثر الاجتياح الروسي وتم تحويلها إلى مزارات سياحية

### مدرسة أولوغ بيك

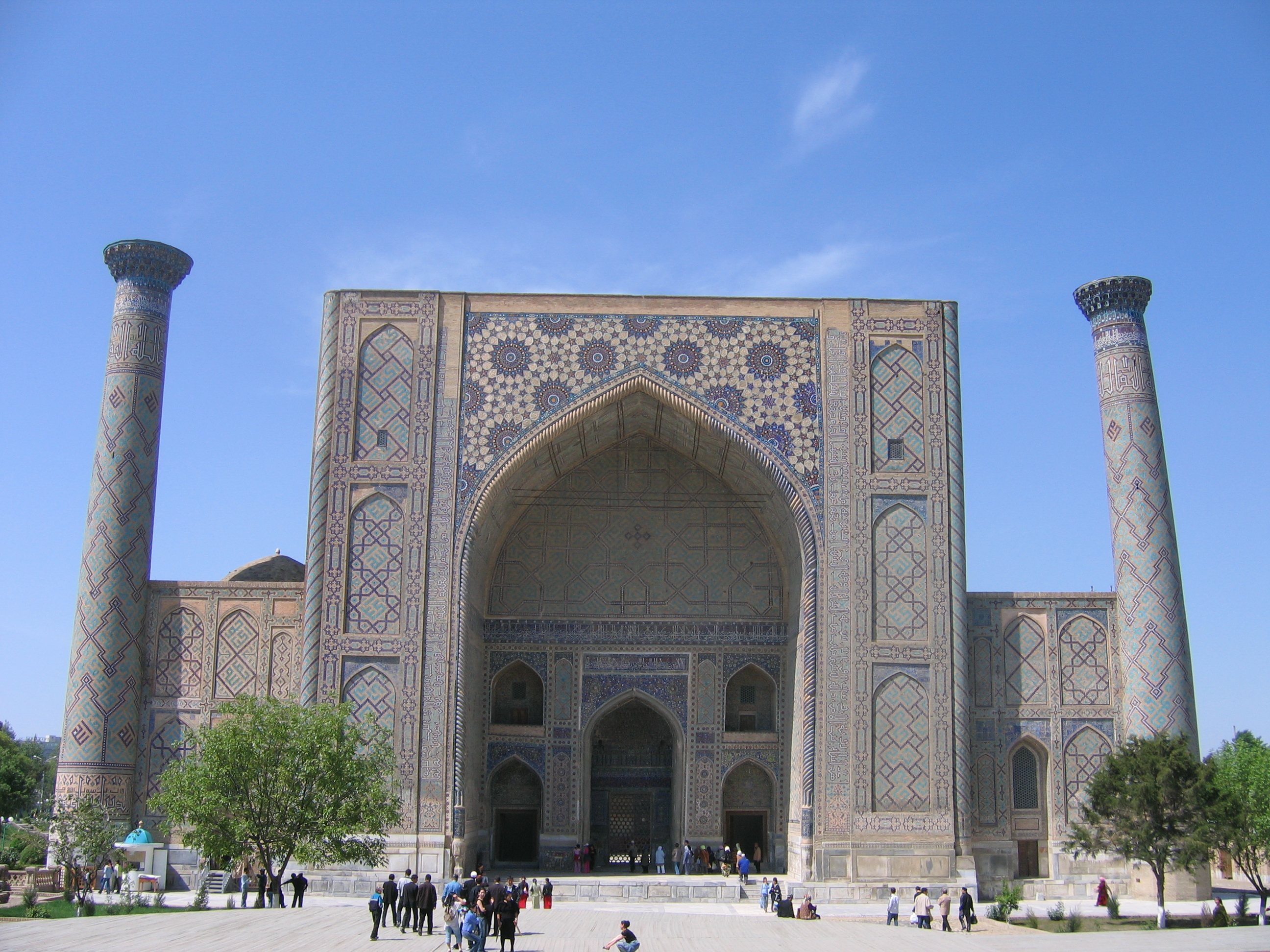
مدرسة أولوغ بيك

بناها أولوغ بيك خلال الفترة (1418- 1422) م ودرّس بها ويبلغ ارتفاع المدخل الرئيسي للإيوان 34 م تقريباً، يوجد على جانبي البناء منارتان يبلغ ارتفاعهما 34 م، تتكون المدرسة من طابقين تضم 50 غرفة للدراسة والمعيشة وفوقها أربع قباب وأشهر من درس فيها هو عبد الرحمن الجامي.

### مدرسة شيردار

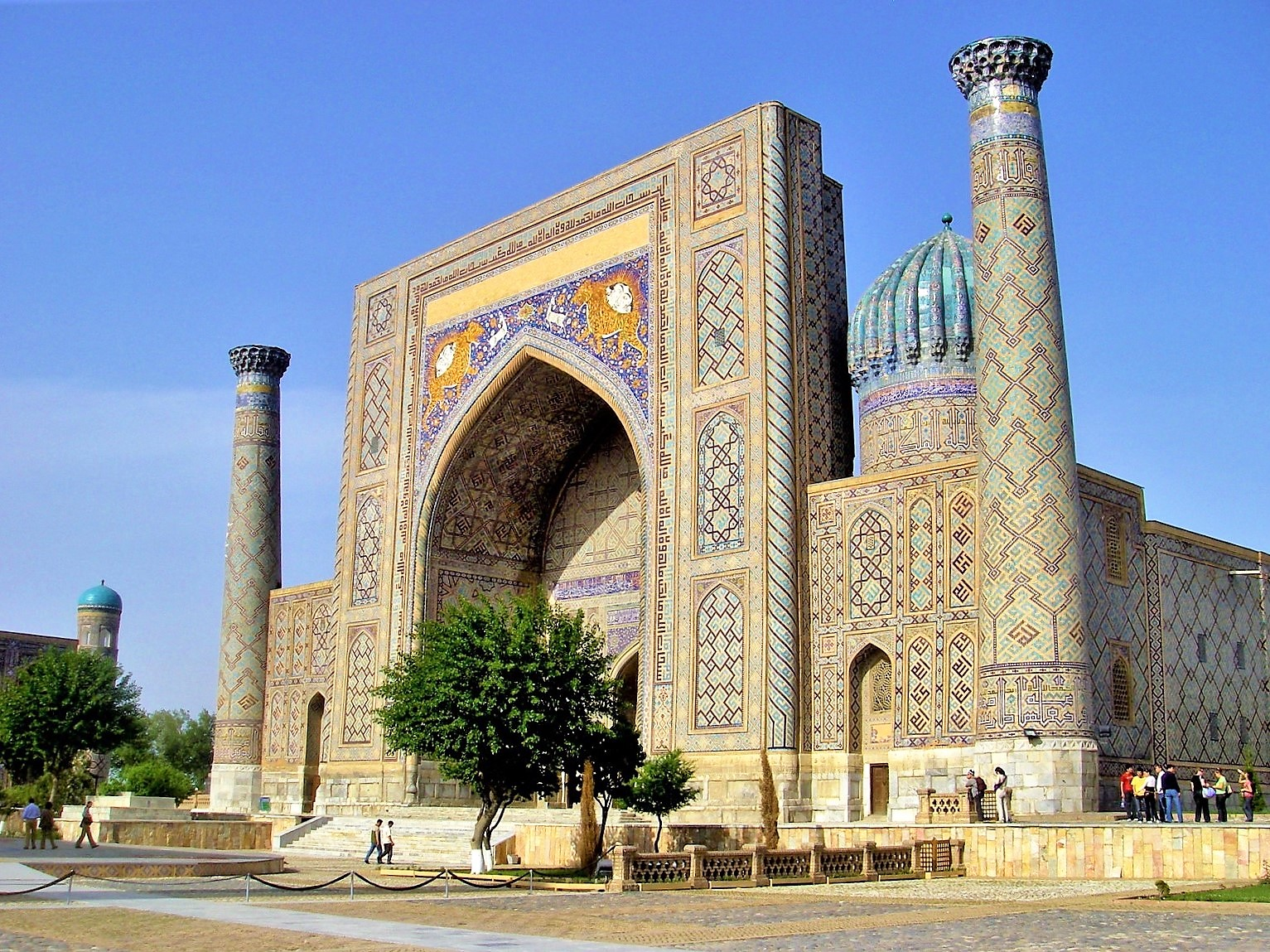
مدرسة شيردار

مدرسة شيردار (1619- 1631) م ويعني الاسم مدرسة دار الأسد، كان في المكان زاوية ومسجد للصوفيين ثم أقام حاكم سمرقند المدرسة في نفس المكان وهي تقابل مدرسة أولوغ بيك، بناها عبد الجبار وافتتحت للتدريس في 1636 م. لها مدخل مكسو بالقيشاني ورسم على كل جانب منه صورة أسد ضخم ويوجد على جانبي البناء منارتان بشكل أسطواني وأعيد ترميم المنارة اليمنى خلال العهد السوفيتي واليسرى في 1957 م.

### مدرسة تيلا قاري

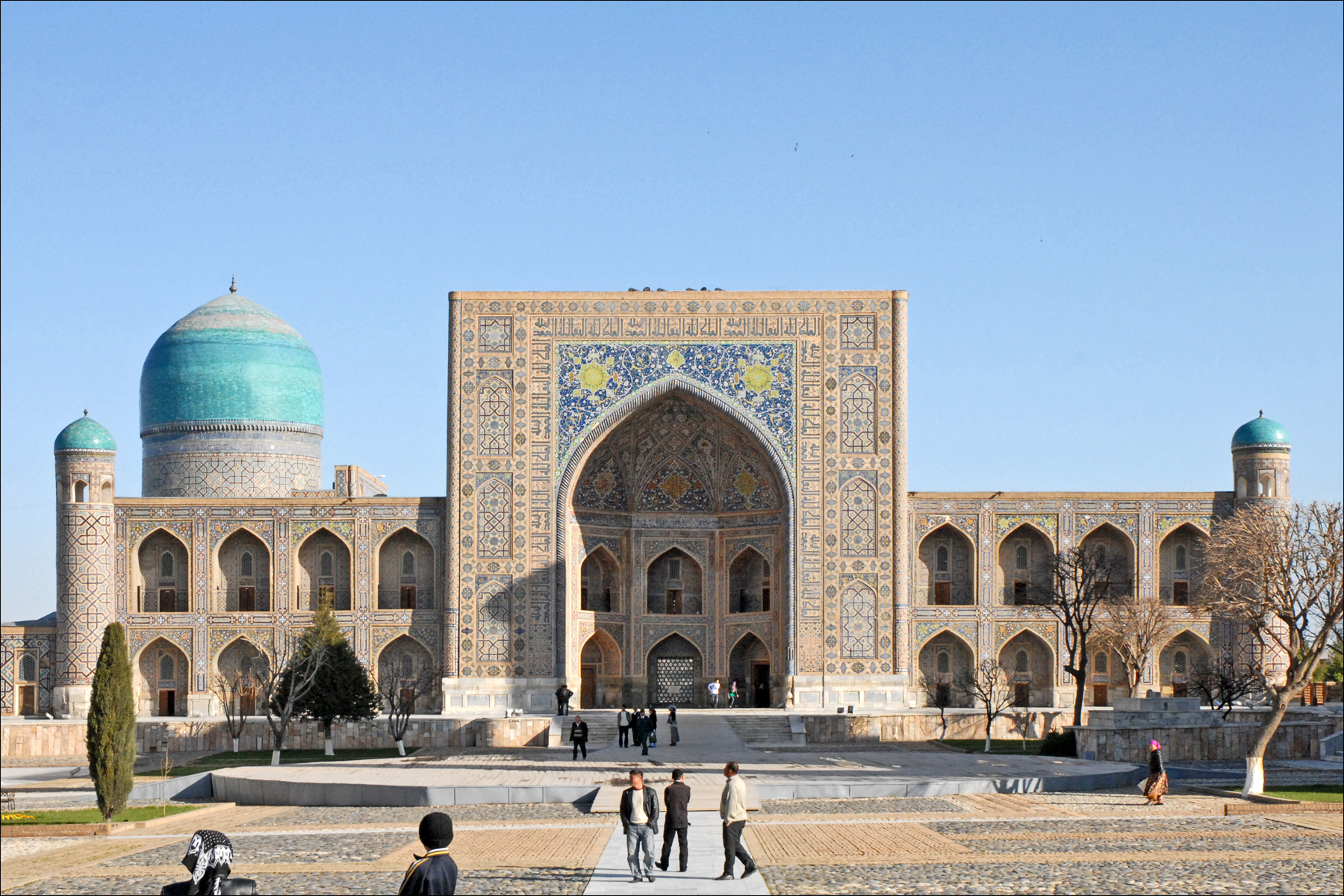
مدرسة تيلا قاري

مدرسة تيلا قاري أو كلاكاري أو طلاكاري (1646- 1661) م ويعني الاسم المبنى الذهبي وسمّيت كذلك لأنها مزخرفة بالذهب.

## معرض صور

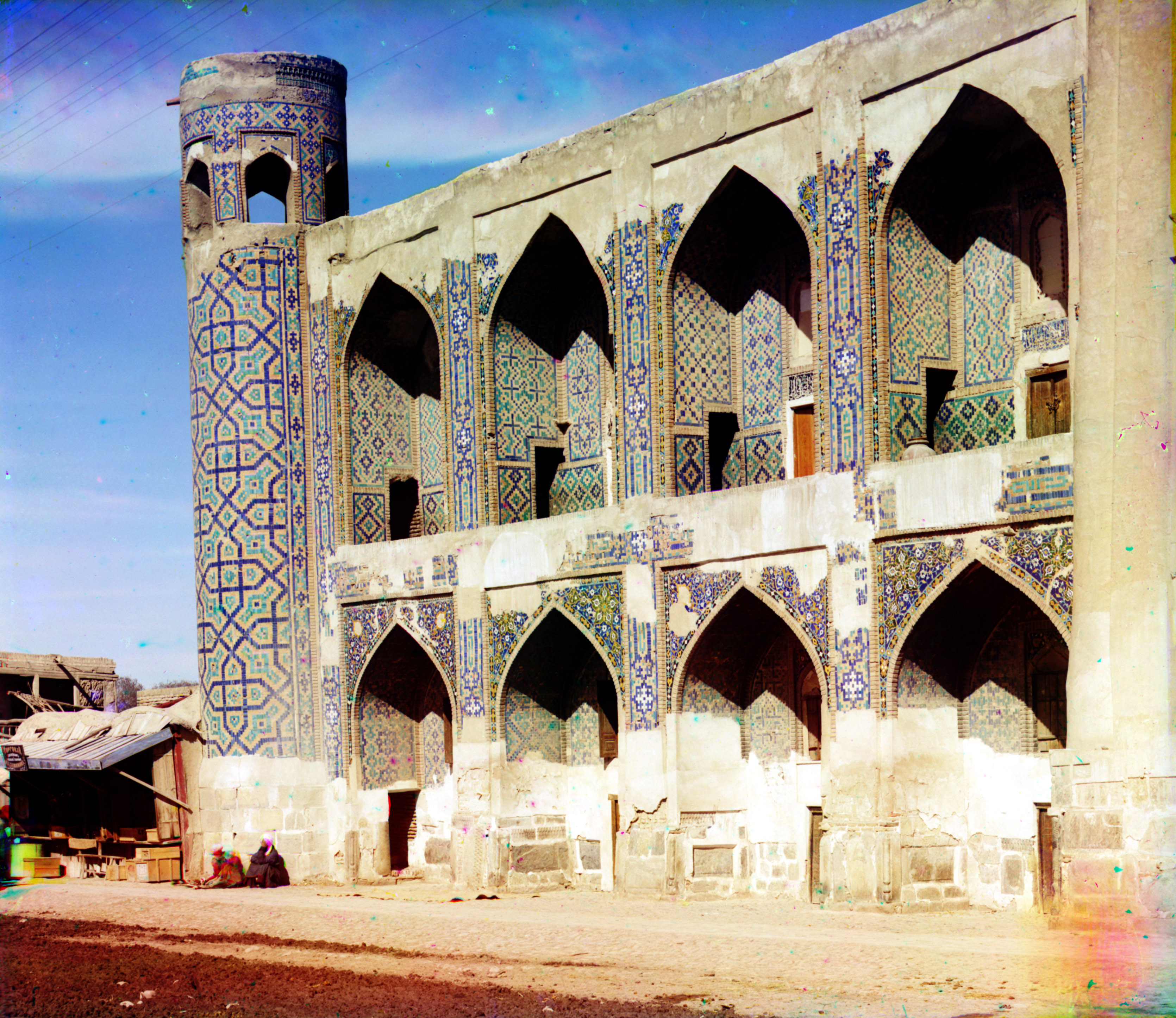
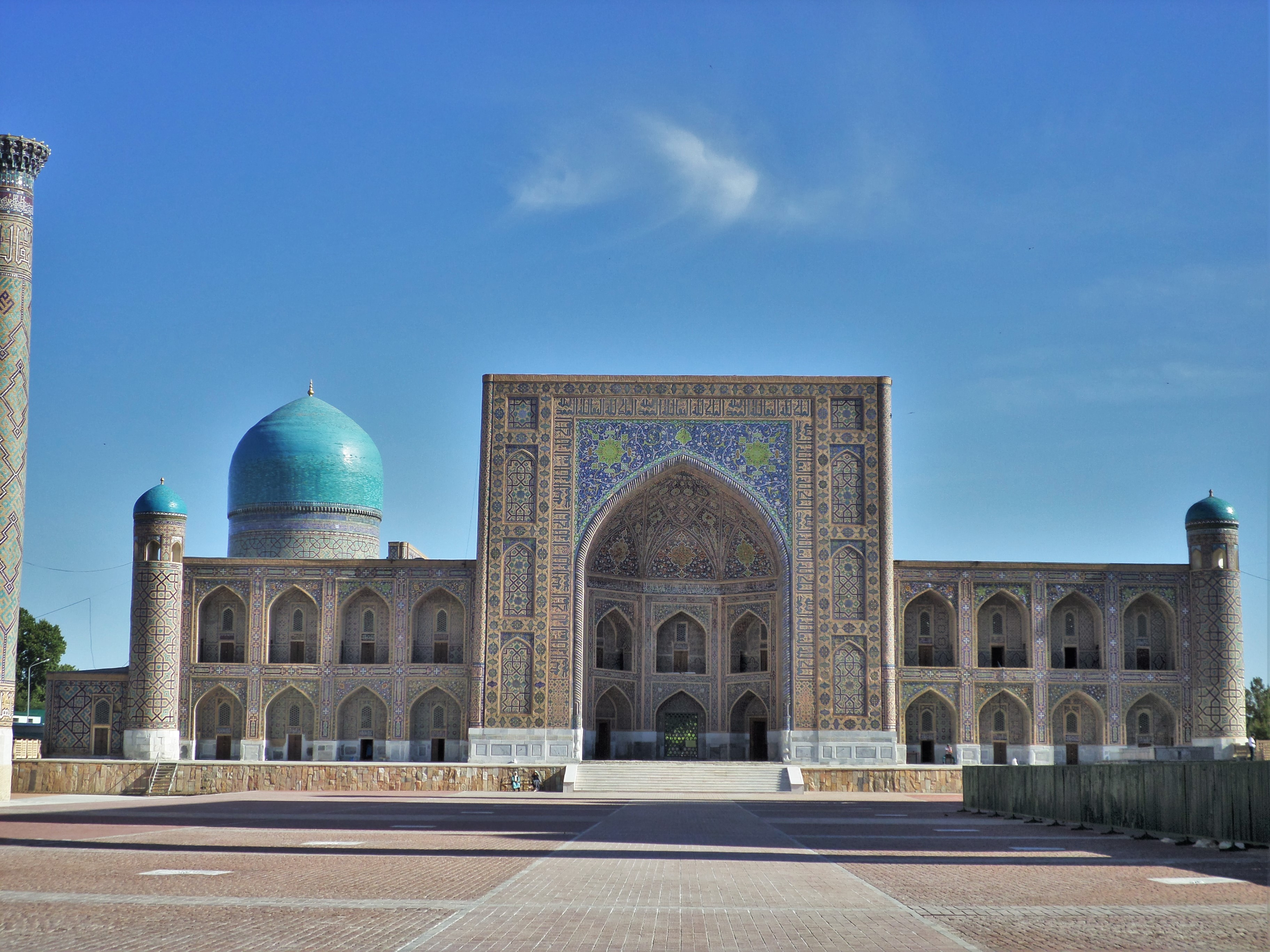
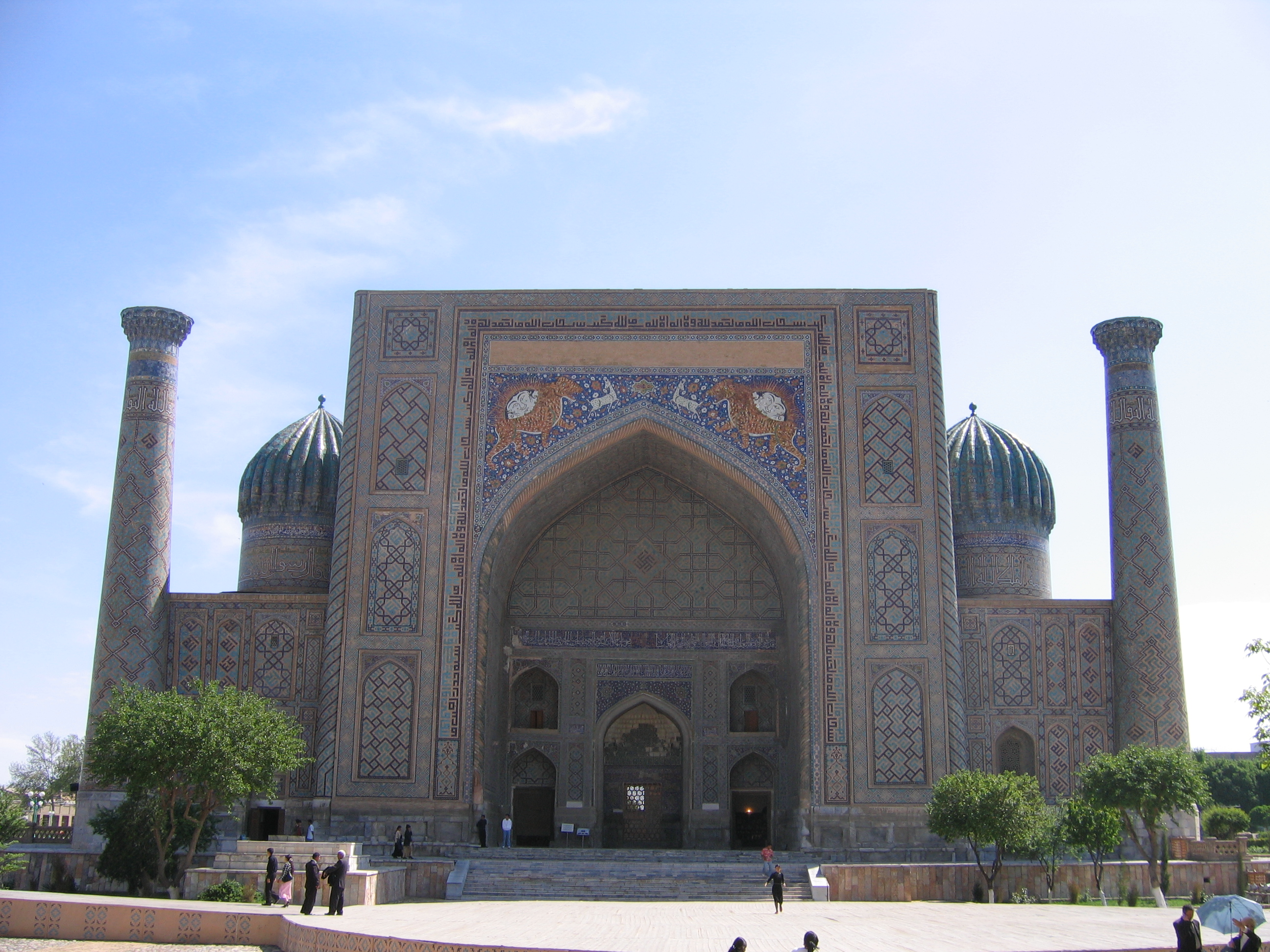
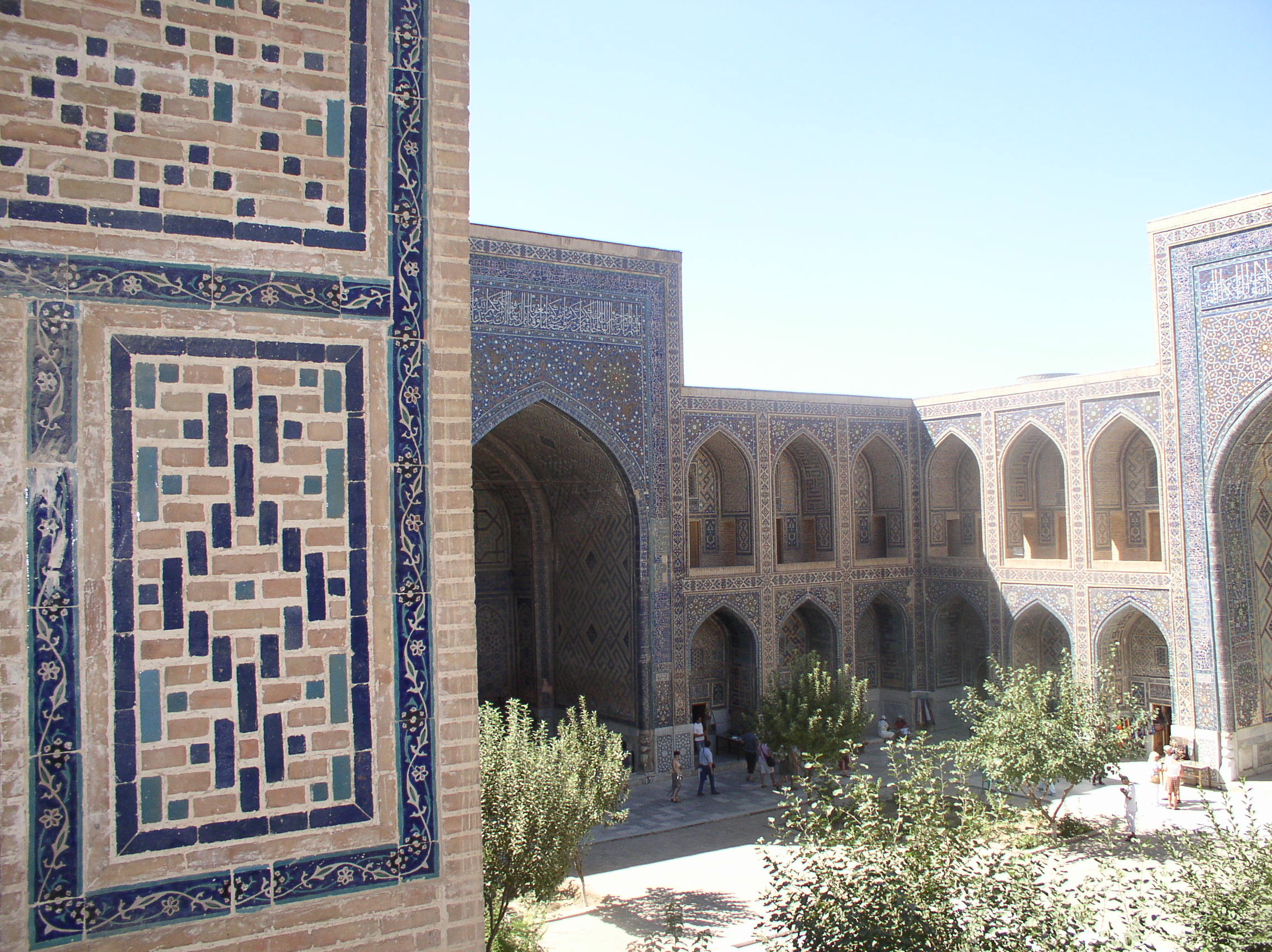
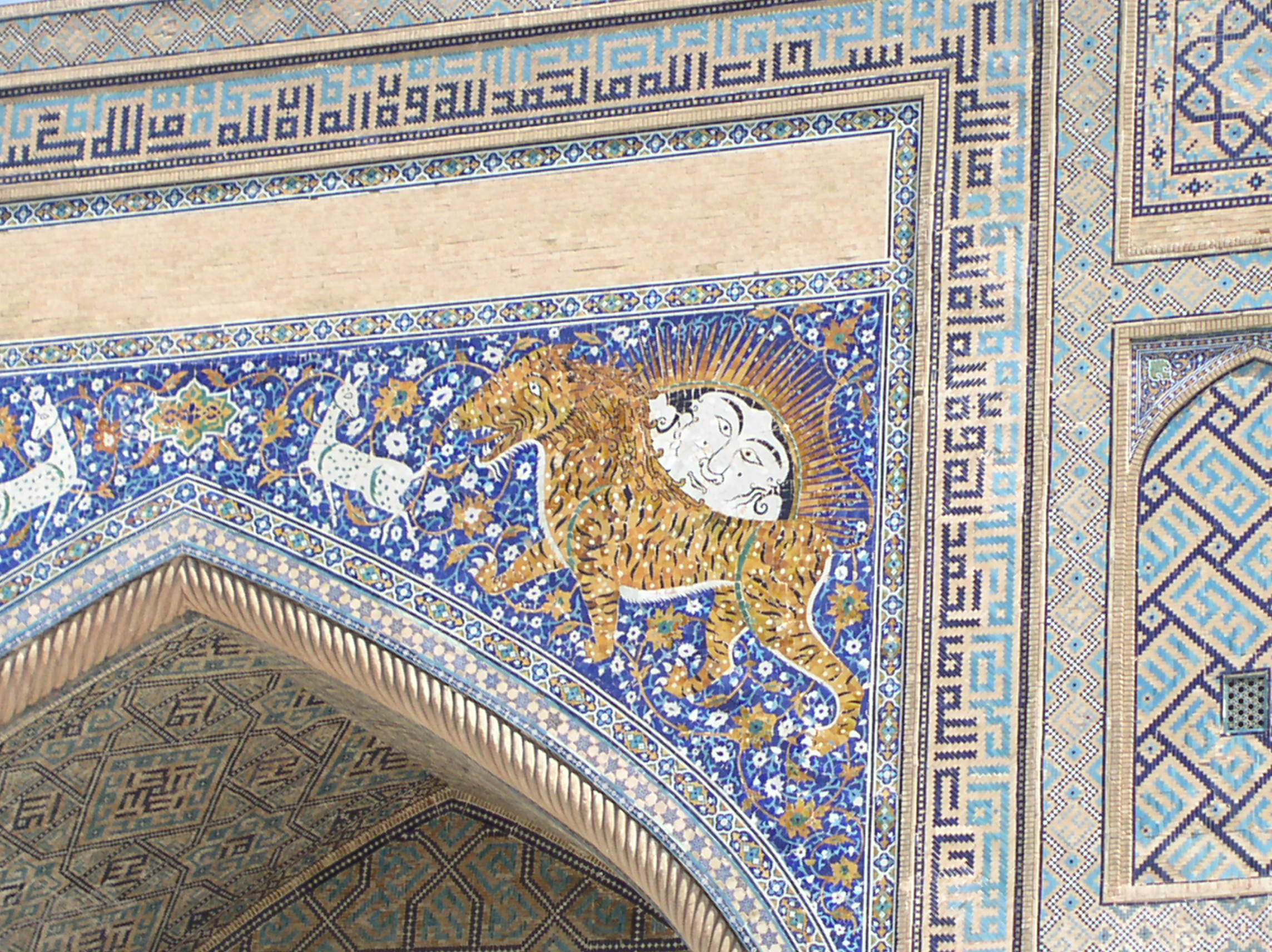